# Betty Boije
Betty Natalie Boije af Gennäs, född 14 februari 1822 i Jakobstad, död 14 november 1854 i Stockholm, var en finländsk operasångerska (alt) och tonsättare. Hon var syster till Wilhelmina Boije (Mina Boye).

## Biografi
Boije var ett av åtta barn till den svenska adelsmannen Clas Otto Boye, ryttmästare vid skånska husarregementet och tullförvaltare i Björneborg, och Marianna Horn af Rantzien, och växte upp i Finland. 
Hon var elev till Isidor Dannström och debuterade 1847 i Åbo i Rossinis Tanckred. Hon framträdde sedan vid konserter i Åbo, Helsingfors, Reval och Sankt Petersburg.

### Operakarriär
Därefter flyttade hon till Sverige och debuterade vid en konsert i Stockholm 23 april 1849 och sjöng sedan ofta under vintern 1849–1850. Hon blev sedan tillsammans med bland andra Julie Berwald, en av de unga stjärnorna vid Operan i Stockholm, där hon var engagerad under säsongen 1850–1851. Hon beskrivs som en utmärkt altsångare. Hennes glansroll uppges ha varit rollen som Nancy i Martha av Friedrich von Flotow. I denna roll beskrivs hon som en stor succé, fick mycket god kritik och blev så populär att hon upprepade gånger fick framträda i samma roll. Hon spelade sedan Cherubin i Figaros bröllop, och »rönte hon stort bifall genom det nya, egendomliga och djärva sätt, varpå hon framställde den skalkaktiga, ystra gossen». Hon lämnade dock sedan Operan och fortsatte att konsertera. 

### Konsertsångare
Hon gifte sig 1853 med sin lärare, tonsättaren Isidor Dannström. Samma år gav hon, maken och systern Mina Boye en framgångsrik konsert i London med Louise Michaëli. De fortsatte därefter till USA, där hon framträdde vid konserter i Washington och New York. Hon insjuknade dock under vistelsen i USA och avled vid hemkomsten.
Att en medlem av adeln var engagerad vid scenen var mycket ovanligt under samtiden och Betty Boye var den första adliga kvinna som anställdes vid den svenska scenen. Hennes make förteg fullständigt att hon någonsin varit anställd vid scenen i sina minnesteckningar. Enligt Ny Tidning för musik var hon inte bara ”en mycket god sångerska” utan författade även romanser.
Dessa skrevs under hennes sjukdomstid. En av dem, »En blick tillbaka» (tryckt i I. Dannström, Sånger, H. 12), blev »hennes avskedshälsning till livet».

## Eftermäle
I Theater-kalenders minnesruna från 1855 beskrevs hon: 
»Sällan har någon mera lysande debut ägt rum på denna scen. Icke blott att fröken Boije rönte den mest avgjorda framgång, men man kan även utan någon överdrift påstå, att den ovanliga lycka, som denna opera gjorde i Stockholm, huvudsakligen kan tillskrivas det lyckade sätt, varpå hon utförde sitt parti. Hon icke blott hänförde publiken, hon elektriserade i den grad sina medspelande, att även de letargiska däribland glömde sig själv och funno sig in i sina roller.» 